# Neure
 Neure  là một xã ở tỉnh Allier thuộc miền trung nước Pháp.